# Chordeumium obesum
Chordeumium obesum – gatunek widłonoga z rodziny Chordeumiidae; jedyny przedstawiciel rodzaju Chordeumium. Nazwa naukowa tego gatunku skorupiaków została opublikowana w 1914 roku przez duńskiego zoologa Hectora Frederika Estrupa Jungersena.